# Йозеф Орт
Йозеф Орт (чеськ. Josef Orth, 20 травня 1916 — дата смерті невідома) — чехословацький футболіст, що грав на позиції захисника за клуб «Слован».

## Клубна кар'єра
У футболі дебютував виступами за команду клубу «Слован», кольори якої і захищав протягом усієї своєї кар'єри гравця.

## Виступи за збірну
Був присутній в заявці збірної на чемпіонаті світу 1938 року у Франції, але на поле не виходив.